# والي أويدا (رواية)
والي أويدا (بالإنجليزية: The Viceroy of Ouida)‏ هي رواية للكاتب البريطاني بروس تشاتوين، نشرتها مؤسسة جوناثان كيب للنشر عام 1980.

## القصة
تصور رواية تشاتوين حياة تاجر عبيد خيالي اسمه فرانسيسكو مانويل دا سيلفا، والذي يرمز بشكل واضح إلى البرازيلي الكاثوليكي فرانسيسكو فيليكس دا سوسا. أصبح قوياً في أويدا الموجوة فيما يعرف بساحل العبيد في غرب أفريقيا وهي حالياً في بنين وتوغو وأجزاء من منطقة الفولتا في غانا.
وقد أسر تشاتوين أثناء أحداث العنف التي صاحبت الانقلاب العسكري في داهومي (بنين الحالية)، حيث تقع أويدا حين إجراءه بحوثه عن الكتاب.

## تحويلها لفيلم
حولت الرواية لفيلم عام 1987 باسم «كوبرا فيردي» إخراج فيرنر هيرتسوغ وبطولة كلاوس كينسكي في دور فرانسيسكو مانويل دا سيلفا.

## روابط خارجية
- والي أويدا (رواية) على موقع الموسوعة البريطانية (الإنجليزية)